# بادگرده‌افشان

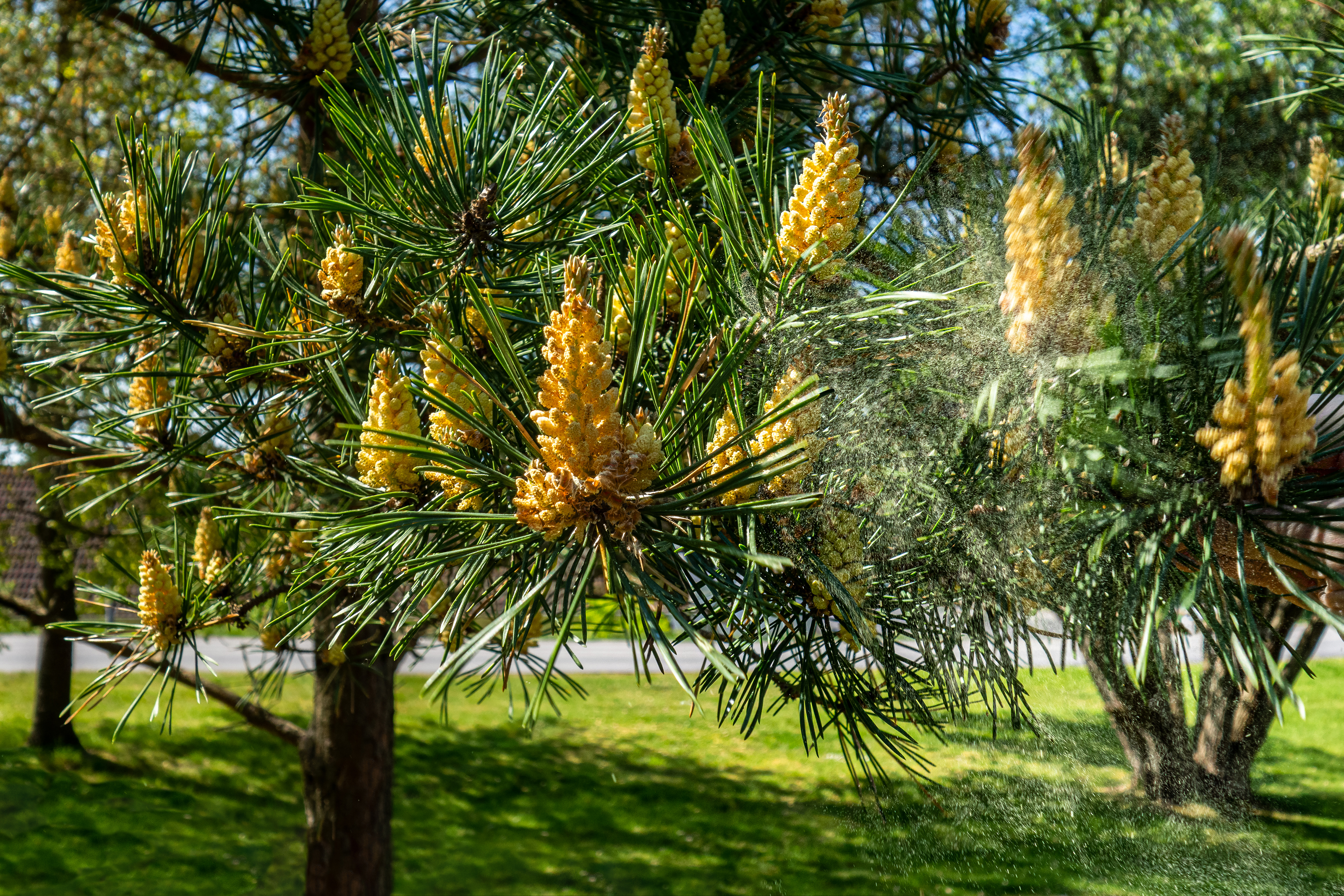
کاج با گل‌های نر که گرده‌ها را در باد آزاد می‌کند.

بادگرده‌افشان (به انگلیسی: Anemophily) یا گرده‌افشان بادی یا گرده‌افشانی با باد (Wind pollination) نوعی گرده‌افشانی است که در آن گرده توسط باد پراکنده می‌شود. تقریباً همه بازدانگان، مانند بسیاری از گیاهان از راسته گندم‌سانان، از جمله گندمیان، جگنیان، و سازوئیان گرده‌افشان بادی هستند. سایر گیاهان گرده‌افشان بادی رایج عبارتند از: بلوط، پسته،پیکن، شاه‌بلوط، توسکا و اعضای خانواده گردوییان (خانواده هیکوری یا گردو). تقریباً ۱۲ درصد از گیاهان در سراسر جهان از گرده‌افشانی با باد بهره می‌برند، از جمله غلات مانند برنج و ذرت و سایر گیاهان کشاورزی برجسته مانند گندم، چاودار، جو و جو دوسر. علاوه بر این، بسیاری از کاج‌ها، کاج نوئل و نرادها با باد گرده‌افشانی می‌شوند و مردم برای بقای خود به این درختان سخت تکیه می‌کنند.